# Vall de Almonacid
Vall de Almonacid (valencianisch: Vall d’Almonesir) ist eine Gemeinde (Municipio) mit 281 Einwohnern (Stand: 2024) in der Provinz Castellón in der spanischen autonomomen Region Valencia. 

## Geographie
Vall de Almonacid liegt etwa 45 Kilometer westsüdwestlich der Provinzhauptstadt Castellón de la Plana und etwa 50 Kilometer nördlich von Valencia im Bezirk Alto Palancia in einer Höhe von ca. 440 m teilweise im Naturpark Parc Natural de la Serra d’Espada. 

## Sehenswürdigkeiten

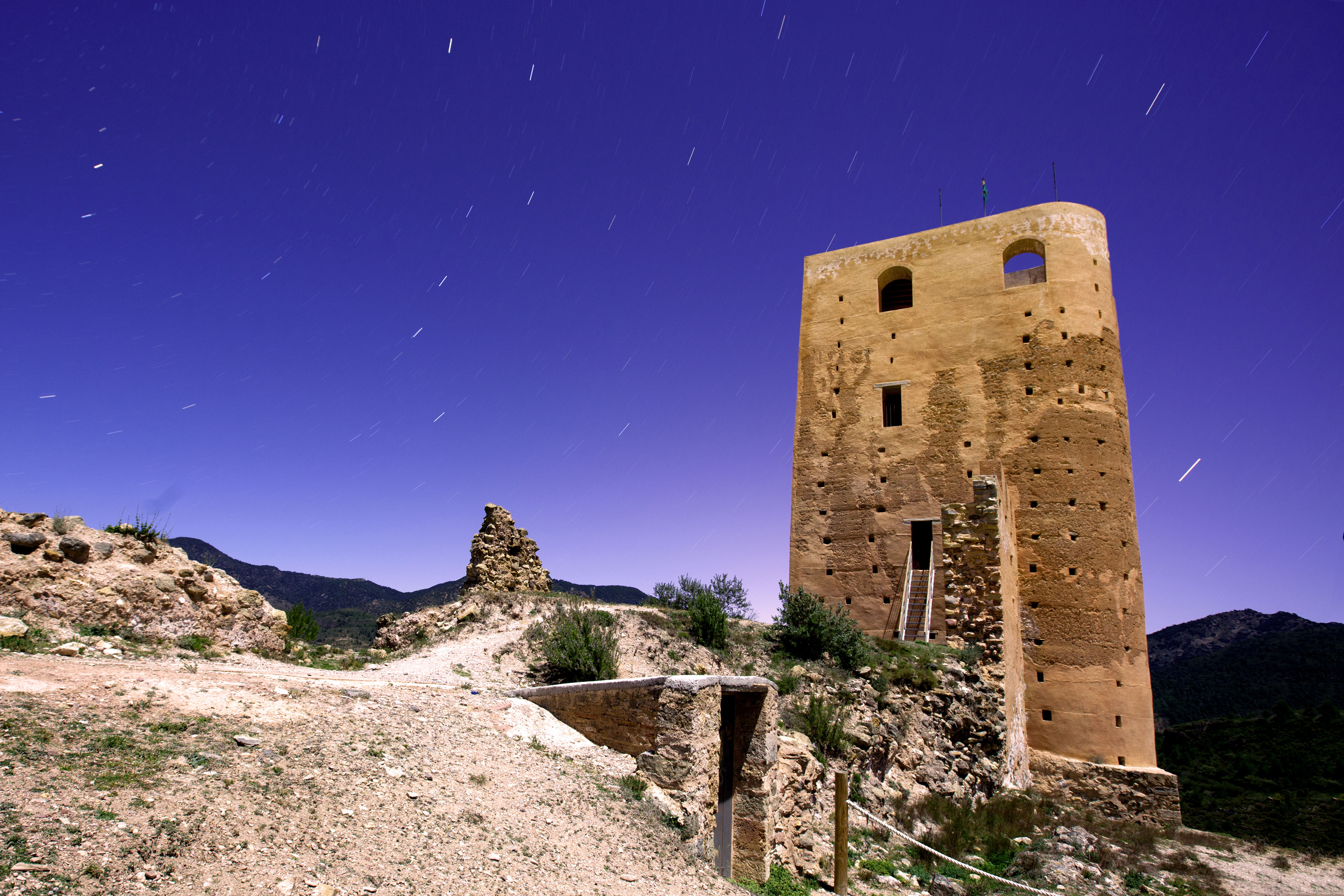
Burganlage von Almonecir
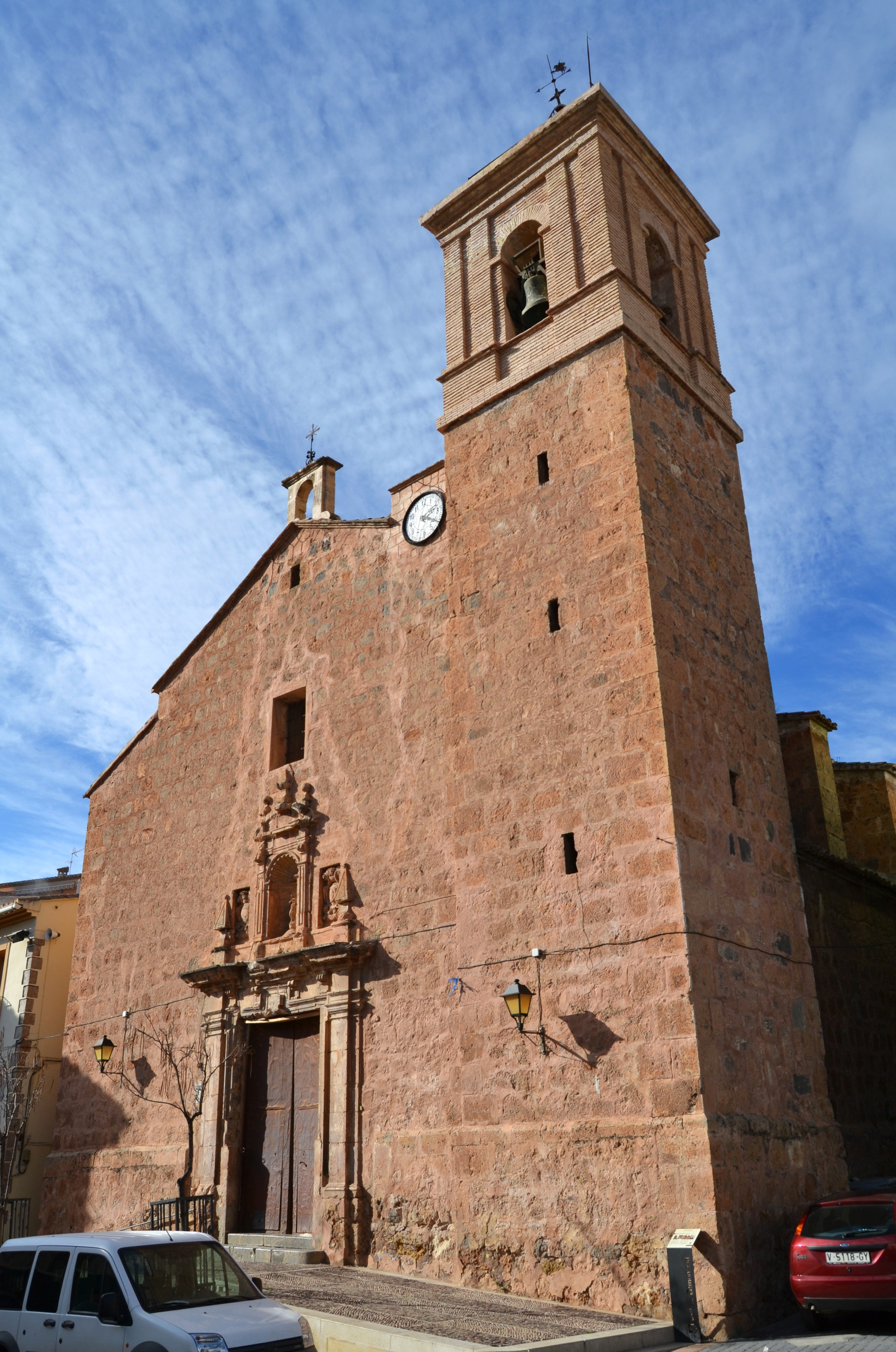
Kirche der Unbefleckten Empfängnis
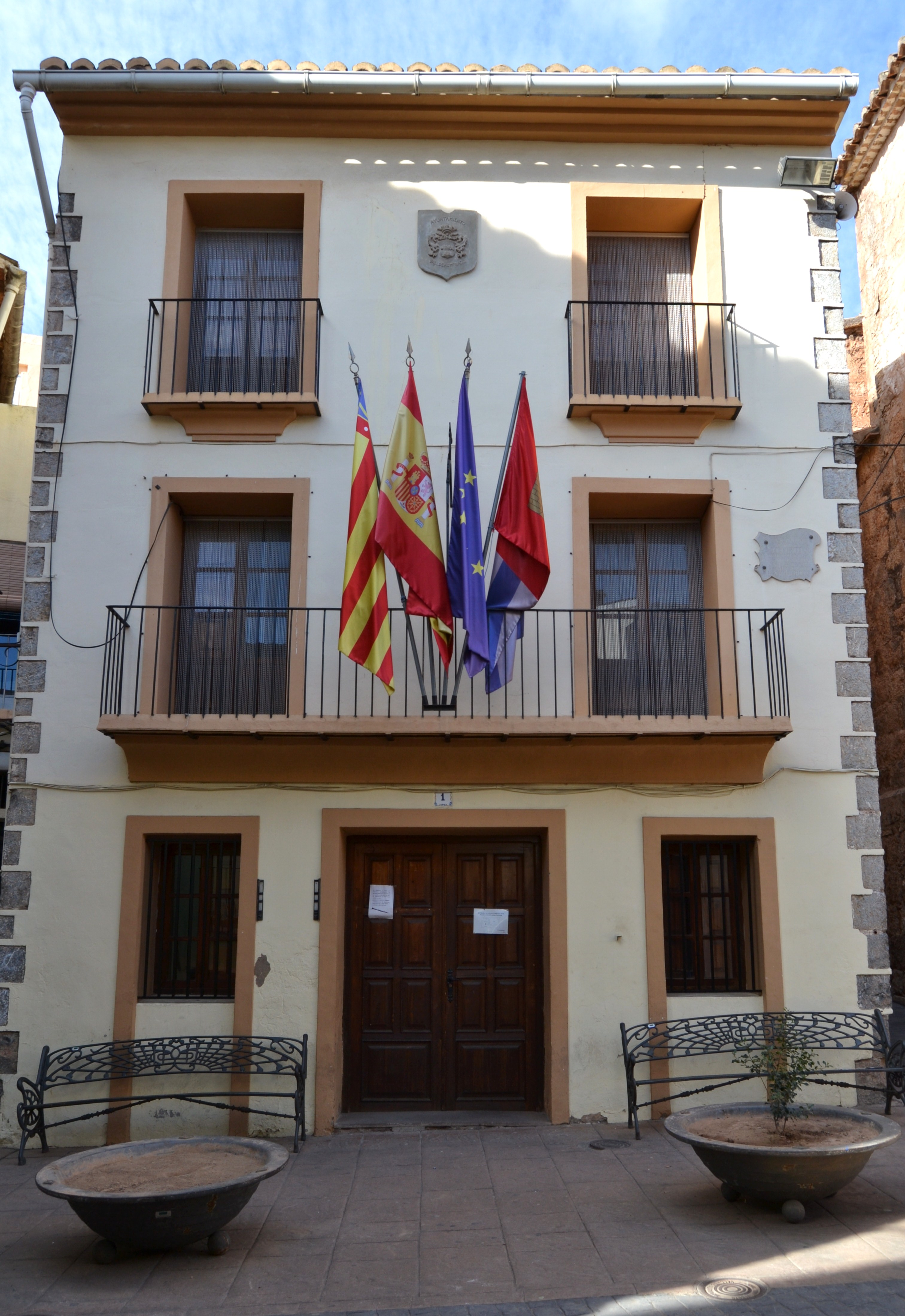
Rathaus

- Burganlage von Almonecir
- Kirche der Unbefleckten Empfängnis
- Rathaus